# Morrone
Morrone är ett berg i Storbritannien.   Det ligger i kommunen Aberdeenshire och riksdelen Skottland, i den norra delen av landet, 600 km norr om huvudstaden London. Toppen på Morrone är 824 meter över havet, eller 64 meter över den omgivande terrängen. Bredden vid basen är 1,5 km.
Terrängen runt Morrone är huvudsakligen kuperad.Runt Morrone är det mycket glesbefolkat, med 2 invånare per kvadratkilometer. Närmaste större samhälle är Braemar, 6,0 km norr om Morrone. I omgivningarna runt Morrone växer i huvudsak blandskog.